# Liste des comtes de Prades
Ceci est une liste des comtes de Prades, qui ont gouverné le comté de Prades, un des comtés catalans, à partir du XIVe siècle :

## Dynastie d'Aragon
- 1324 - 1341 : Raymond Béranger Ier, fils de Jacques II, roi d'Aragon. Il échange le comté de Prades avec son frère Pierre Ier contre le comté d'Ampurias ;
- 1341 - 1358 : Pierre Ier, fils de Jacques II, roi d'Aragon, et frère du précédent ;
- 1358 - 1414 : Jean Ier, fils du précédent ;
- 1414 - 1441 : Jeanne Ire, petite-fille du précédent.

## Dynastie Folch de Cardona
- 1441 - 1486 : Jean Raymond Folch III de Cardona, fils de la précédente, comte de Cardona et de Prades ;
- 1486 - 1513 : Jean Raymond Folch IV de Cardona, fils du précédent, comte, puis duc, de Cardona, comte de Prades et marquis de Pallars ;
- 1513 - 1543 : Ferdinand Folch de Cardona, fils du précédent, duc de Cardona, comte de Prades et marquis de Pallars ;
- 1543 - 1564 : Jeanne Ire Folch de Cardona, fille du précédent, duchesse de Cardona, comtesse de Prades et marquise de Pallars ;

## Dynastie d'Aragon-Folch de Cardona
- 1564 - 1572 : François Folch de Cardona, fils de la précédente, duc de Cardona et de Ségorbe, comte de Prades et marquis de Pallars ;
- 1572- 1608 : Jeanne II Folch de Cardona, sœur du précédent, duchesse de Cardona et de Ségorbe, comtesse de Prades et marquise de Pallars.

## Dynastie Fernández de Córdoba
- 1608 - 1640 : Enrique Ramón de Aragón Folch de Cardona, marquis de Comares et de Pallars, duc de Cardona et de Ségorbe, et comte de Prades, fils de la précédente ;
- 1640 - 1670 : Luis de Aragón Folch de Cardona, marquis de Comares et de Pallars, duc de Cardona et de Ségorbe, et comte de Prades, fils du précédent ;
- 1670 : Joaquín de Aragón Folch de Cardona, marquis de Comares et de Pallars, duc de Cardona et de Ségorbe, et comte de Prades, fils du précédent ;
- 1670 - 1690 : Pedro Antonio de Aragón, marquis de Comares et de Pallars, duc de Cardona et de Ségorbe, et comte de Prades, oncle du précédent ;
- 1690 - 1697 : Catalina Antonia de Aragón Folch de Cardona, marquise de Comares et de Pallars, duchesse de Lerma, de Cardona et de Ségorbe, et comtesse de Prades, fille de Luis de Aragón, demi-sœur de Joaquín de Aragón et nièce du précédent.

## Dynastie de la Cerda
- 1697 - 1711 : Luis Francisco de la Cerda y Aragón, marquis de Comares et de Pallars, duc de Medinaceli, Cardona et de Ségorbe, et comte de Prades, fils de la précédente.

## Dynastie de Medinaceli
- 1711 - 1739 : Nicolás Fernández de Córdoba-Figueroa de la Cerda, neveu du précédent ;
- 1739 - 1768 : Luís Antonio Fernández de Córdoba-Figueroa de la Cerda, fils du précédent ;
- 1768 - 1786 : Pedro de Alcántara Fernández de Córdoba-Figueroa-de la Cerda y Montcada, fils du précédent ;
- 1786 - 1806 : Luis María Fernández de Córdoba-Figueroa-de la Cerda y Gonzaga, fils du précédent ;
- 1806 - 1840 : Luis Joaquín Fernández de Córdoba-Figueroa-de la Cerda y Benavides, fils du précédent ;
- 1840 - 1873 : Luis Antonio Fernández de Córdoba-Figueroa-de la Cerda y Ponce de León, fils du précédent ;
- 1873 - 1879 : Luis María Fernández de Córdoba-Figueroa-de la Cerda y Pérez de Barradas, fils du précédent ;
- 1879 - 1956 : Luis Jesús Fernández de Córdoba i Salabert, fils du précédent ;
- 1956 - 2013 : Victòria Eugènia Fernández de Córdoba i Fernández de Henestrosa, fille du précédent.

### Sources
- (ca) Cet article est partiellement ou en totalité issu de l’article de Wikipédia en catalan intitulé « Comtat de Prades » (voir la liste des auteurs).